# Teucholabis (Teucholabis) cybele
Teucholabis (Teucholabis) cybele is een tweevleugelige uit de familie steltmuggen (Limoniidae). De soort komt voor in het Neotropisch gebied.